# Türk Ocağı
Der Türk Ocağı (osmanisch ترك اوجاغی İA Türk Ocağı; deutsch Türkischer Verein, wörtlich „Türkischer Herd“) wurde 1912 in Istanbul gegründet und existiert mit einigen Unterbrechungen bis heute.
Das Wort Ocak bedeutet Feuerstelle oder Esse und lässt sich in allen Turksprachen mit einem breiten Bedeutungsspektrum nachweisen. Insbesondere bei den Janitscharen bildete ein Ocak eine militärische Einheit und auch religiöse Bruderschaften besaßen einen Ocak in ihren Ordenshäusern.
Der Grundstein für die Gründung des Vereines wurde 1911 mit der Veröffentlichung eines Manifestes mehrerer Studenten der militärischen Medizinschule gelegt. Das Manifest trug die Unterschrift Die 190 türkischen Söhne der Medizinschule (tr: 190 Tıbbiyeli Türk Evladı). Der Verein wurde zur Zeit der Nachwirkungen der Balkankriege und am Vorabend des Ersten Weltkrieges gegründet. Wegen der damaligen Stimmung im Osmanischen Reich beschäftigte sich der Verein nicht mit der alltäglichen Politik, sondern mit dem türkischen Nationalismus. Dies wurde auch in seiner ersten Satzung deutlich.
Nach der Veröffentlichung des Manifestes setzten sich die Studenten mit den führenden nationalistischen Intellektuellen der Zeit zusammen und beschlossen eine nationale Organisationen zu gründen. Am 20. Juni 1911 wurde im Haus von Ahmet Ağaoğlu ein Treffen abgehalten. Auf Vorschlag von Fuat Sabit sollte die künftige Organisation den Namen „Türk Ocağı“ erhalten.
Der Verein wurde offiziell am 25. März 1912 in Istanbul gegründet. Der erste Vorsitzende war Ahmet Ferit Tek und sein Stellvertreter Yusuf Akçura. 1913 wurde Hamdullah Suphi Tanrıöver neuer Vorsitzender. Bekannte Mitglieder waren Halide Edip Adıvar, Mehmet Emin Yurdakul, Ahmet Ağaoğlu, Ziya Gökalp, Adnan Adıvar und Mehmet Fuat Köprülü. Bald darauf wurden unter anderem in Izmir Zweigstellen eröffnet. So existierten im Jahr 1915 25 und im Jahr 1919 35 türkischen Vereine.
Bis 1919 propagierten der Verein den Turanismus, den Traum von Groß-Turan. Doch dann konzentrierte er sich als Vorstufe für ein Turan auf einen türkischen Staat in den Grenzen des Nationalpaktes Misak-ı Millî. So sollte erst eine Türkei in Anatolien entstehen und später eine Vereinigung mit den Turkvölkern Mittelasien stattfinden. Nach dem Waffenstillstand von Mudros und der Besetzung Istanbuls durch die Alliierten, organisierten die Vereine Aktionen wie die bekannten Sultanahmet-Treffen. Sie machten einen großen Teil des Widerstandes gegen die Besatzer aus. Als der Druck größer wurde, verließen viele Mitglieder Istanbul und schlossen sich der Widerstandsbewegung in Anatolien an. Der Verein gab Zeitschriften wie Türk Yurdu (dt.: Türkische Heimat) und Yeni Mecmua (dt.: Neue Zeitschrift) heraus.
1925 wurden Mustafa Kemal und seine Ehefrau Latife Uşşaki zu Ehrenvorsitzenden ernannt. Im April 1931 wurden die Vereine zusammen mit anderen Organisationen durch die regierende Cumhuriyet Halk Partisi verboten. Zu dieser Zeit gab es 264 Zweigstellen. Der gesamte Besitz an Immobilien ging an die Regierungspartei über und wurde später größtenteils für die Halkevleri (Volkshäuser) genutzt.
Im Jahre 1946 wurde der Verein mit Zentrum in Ankara wieder eröffnet. Nach dem Militärputsch in der Türkei 1980 wurde der Türk Ocağı wie alle Vereine verboten. Seit 1984 gibt es ihn wieder. Seit 1987 verleiht der Verein Preise, die nach bekannten Aktivisten benannt worden sind. So gibt es den Ziya-Gökalp-Wissenschaftspreis und den Prof.-Dr.-Osman-Turan-Verdienstpreis.

## Vorsitzende
- Mehmet Emin Yurdakul (1912)
- Ahmet Ferit Tek (1912)
- Hamdullah Suphi Tanrıöver (1912–1931 / 1949–1959 / 1961–1965)
- Osman Turan (1959–1960 / 1960–1961 / 1966–1973)
- Necati Akder (1960–1961)
- Emin Bilgiç (1973–1974)
- Orhan Düzgüneş (1974–1994)
- Sadi Somuncuoğlu (1994–1995)
- Nuri Gürgür (1996- )

Frauenorganisation:
- Şenol Bal (1996-)